# 핵단백질

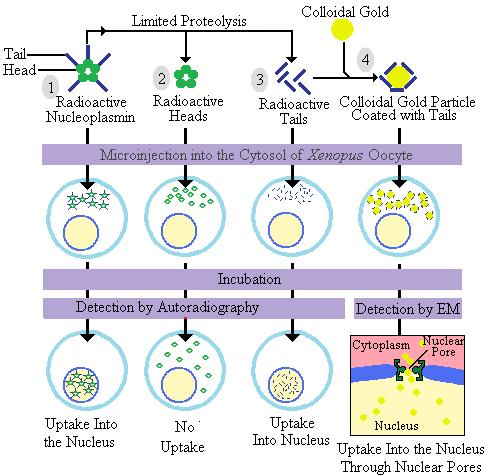
단백질이 핵으로 유입되는 과정

핵단백질(核蛋白質, 영어: nuclear protein)은 세포핵에서 발견되는 단백질이다. 단백질은 핵공 복합체의 도움으로 핵 내부로 운반되는데, 핵공 복합체는 세포질과 핵막 사이의 장벽 역할을 한다. 핵공 복합체를 통한 단백질의 유입과 유출은 유전자 조절과 다른 생물학적 기능에 핵심적인 역할을 한다.

## 같이 보기
- 핵
- 핵공